# 華浦医学校
華浦医学校 （はなうらいがっこう）は、明治時代初期に山口県佐波郡三田尻村（現在の防府市華浦二丁目）にあった医学校。山口大学医学部の源流とされる。

## 概略
1874年（明治7年）、「華浦医学舎」の名で、校長の鳥田圭三、副校長の福田正二を中心として開校した。当時の山口県ではトップクラスの設備を有し、フランスから人体紙型模型（クンストレーク）、顕微鏡、外科器械などを購入したり、医科の原書を翻訳したりするなどして最新の西洋医学を教授したことから名声が高まり、県内外から学生が入学した。1877年（明治10年）7月をもって病院と医学校は廃止されたが、福田正二はこれに屈せず、私費で学校教育を継続しようとした。1880年（明治13年）に、山口県は洋医師の不足から医学校を復活させて「山口県医学校」と称して福田を校長に任じ、学生81人が集ったが、1882年（明治15年）に臨床実験が可能な附属病院の併設が義務化されると、当時の県の財政ではそれを備えるだけの財力がなかったことから、1883年（明治16年）末限りで医学校の継続は断念に至った。しかし福田正二は、この再度の廃校の後もなお、三田尻桑山の山麓で晩翠堂病院を経営しながら後進の養成に努めた。

## 教育の実際
当時は寄宿教育で、入塾には保護者親族からの申請が必要で、春秋の2回帰省が許された。それ以外に親族の不幸があった場合は別途許可された。食費は白米6合と金1銭、授業料は月に50銭だった。休日は、小学校と同様であった。
教育内容は、1874年（明治7年）以降、ドイツ医学を主とし、オランダ語を基礎としてドイツ語を習得させていた。学生は11組のグループに分けられ、一緒に勉強していた。辞書、医学書の原書は、同じものが11組、11冊揃えられていた。また、蔵書の汚れ具合から、洋学の語学力は他藩に比べてかなり高度であったこと、そして山口県におけるオランダ医学からドイツ医学への転換の原動力となったのは福田であったことが確認されている。

## 萩の乱
校長の鳥田圭三はしばしば人体解剖を行い、洋書の翻訳もしながら学生を指導したが、1876年（明治9年）10月に前参議の前原一誠が突如萩で兵を挙げた萩の乱に際しては、負傷者の治療のため、医学校および病院の後事を副校長の福田正二に託して萩に急行し、萩市瓦町の蓮池院を仮病院に充て、自ら院長として負傷者の救護にあたった。1879年（明治12年）、鳥田は病気により医学校と病院の職を辞し、福田が校長職を継いだ。

## 卒業生
華浦医学校に学んだ者には、三田尻病院の創設者で佐波郡医師会会長や山口県医師会初代会長を務めた神徳一人をはじめ、黒川周甫、尾崎麒一ら地元医師会の名士の他に、湯田の人中原政熊、日本で初めて水銀体温計を製造販売した柏木幸助などがいる。